# Tratado de Libre Comercio entre Panamá y Estados Unidos
El Tratado de Libre Comercio entre Panamá y Estados Unidos o TLC, fue firmado entre los gobiernos de los Estados Unidos y de Panamá el 28 de junio de 2007 en Washington D. C. Es un tratado de libre comercio bilateral entre Panamá y los Estados Unidos vigente desde el mes de octubre de 2012.  Sus objetivos incluyen la eliminación de obstáculos entre ambas naciones para el comercio, la consolidando al acceso a bienes y servicios y favoreciendo la inversión privada. Además, de los aspectos comerciales, incorpora políticas económicas, institucionales, de propiedad intelectual, laborales y ambientales, entre otras.
Las negociaciones se completaron oficialmente el 19 de diciembre de 2006, y la Asamblea Nacional de Panamá lo ratificó el 11 de julio siguiente, antes de que se tradujera al español el documento de 1200 páginas.
Con este tratado, Panamá eliminó los aranceles del 86% de los productos que importaba de Estados Unidos y el resto se reducirán de manera progresiva. En su lugar, EE.UU dejó libre de aranceles a la mitad de los productos agrícolas de Panamá y otras tarifas están siendo eliminadas, ya que se pactó dentro una temporalidad de 15 años.